# Munkhbayar Dorjsuren
Munkhbayar Dorjsuren (n. 9 iulie 1969, Ulaanbaatar, Republica Populară Mongolă) este o trăgătoare de tir mongolă, medaliată olimpică. A participat la 6 ediții ale Jocurilor Olimpice (1992, 1996, 2000, 2004, 2008, 2012) în care a câștigat două medalii de bronz.